# Vicotnik
Yusaf Parvez, poznatiji kao Vicotnik, (Askim, 31. svibnja 1977.), norveški je black metal glazbenik. 
Najpoznatiji je kao član sastava Dødheimsgard. U početku je svirao bubnjeve, a zatim je prešao na gitare i pjevanje. Jedini je glazbenik sastava koji je svirao na svim albumima.
Osim u Dødheimsgardu Parvez je svirao bas-gitaru u sastavu Code. Također je bio pjevač sastava Naer Mataron te pjevač i gitarist sastava Manes. Danas je član i glazbenog sastava Ved Buens Ende.

## Diskografija
Dødheimsgard
- Kronet til konge (1995.)
- Monumental Possession (1996.)
- 666 International (1999.)
- Supervillain Outcast (2007.)
- A Umbra Omega (2015.)
- Black Medium Current (2023.)

Ved Buens Ende (1994. – 1997., 2006. – 2007., 2019. –)
- Written in Waters (1995.)

Code (2002. – 2010.)
- Nouveau Gloaming (2005.)
- Resplendent Grotesque (2009.)

Naer Mataron (2006. – 2012.)
- Praetorians (2008.)